# Justine Shapiro
Justine Shapiro (* 1964 als Justine Arlin in Südafrika) ist eine US-amerikanische Filmproduzentin, Filmregisseurin im Bereich des Dokumentarfilms und ehemalige Filmschauspielerin.

## Karriere
Justine Shapiro wurde in Südafrika geboren und wuchs in Berkeley, Kalifornien, auf. Sie studierte an der Tufts University.
Shapiros Filmkarriere begann 1988 als Filmschauspielerin, dabei wirkte sie in der Fernsehserie Floodtide für eine Episode mit. Es folgten weitere Anstellungen vor der Kamera, wie Tödliche Intrigen, Ein Fall für den Mörder und Geht’s hier nach Hollywood? Ihr Regiedebüt gab sie mit dem Film Hass und Hoffnung – Kinder im Nahostkonflikt wofür sie bei der Oscarverleihung 2002 eine Oscar-Nominierung in der Kategorie bester Dokumentarfilm erhielt. Der Film wurde auf einigen Filmfestspielen mit Auszeichnungen gewürdigt. Bei ihrem Film Our Summer in Tehran war sie neben der Regietätigkeit auch als Produzentin verantwortlich.

## Filmografie (Auswahl)
- 1992: Tödliche Intrigen (Storyville)
- 1993: Ein Fall für den Mörder (A Case for Murder)
- 1993: SeaQuest DSV (Fernsehserie)
- 1994: Geht’s hier nach Hollywood? (I’ll Do Anything)
- 2001: Hass und Hoffnung – Kinder im Nahostkonflikt (Promises, Dokumentarfilm)
- 2009: Our Summer in Tehran (Dokumentarfilm)